# ASTERIG
ASTERIG ist ein englisches Akronym für Assessment Tool to Measure and Evaluate the Risk Potential of Gambling Products (Beurteilungswerkzeug zum Messen und Abschätzen des Risikopotentials von Glücksspielprodukten).

## Allgemeines
ASTERIG ist ein systematisches Mess- und Bewertungsinstrument zur Quantifizierung möglicher Suchtpotentiale von Glücks- und Geldgewinnspielprodukten. Das Tool bemisst anhand von Punktwerten (Scores), wie groß das Suchtgefährdungspotential eines Glücksspielproduktes sein kann. Dazu werden zehn, nicht signifikant interkorrelierende Parameter herangezogen, die entsprechend der Stärke ihres Einflusses gewichtet sind. Es gewährt so einen mathematisch-objektiven Vergleich möglicher Suchtgefährdungspotentiale zwischen verschiedenen, gegebenenfalls einander ähnlichen Glücksspielprodukten. Darüber hinaus macht ASTERIG deutlich, wo konkret, d. h. bei welchem Merkmal oder bei welchen Merkmalen des jeweils betrachteten Glücksspiels das Suchtgefährdungspotential gefördert oder reduziert werden kann.
ASTERIG bietet die Möglichkeit eines quantitativen Vergleichs in Form eines systematischen Mess- und Bewertungsinstruments mit vergleichbaren Scores bzw. einer komparativ wertbaren Skala. Das Tool hilft sowohl dem Gesetzgeber und der Rechtsprechung als auch der Verwaltungspraxis in den Ländern bzw. Staaten, die öffentlich Glücksspiele und Wetten erlauben und anbieten.
Eine wissenschaftlich fundierte Klassifizierung von Glücksspielprodukten in komparativ messbare Gefährdungsgrade ist auch im internationalen Kontext unbestritten. Ähnliche Forschungsarbeiten sind bekannt aus Großbritannien, Finnland und Schweden. Deren theoretische oder empirische Grundlagen sind bis dato jedoch nicht veröffentlicht, was die wissenschaftliche Beurteilung dieser Instrumente erschwert.
ASTERIG wurde ursprünglich von Franz Wilhelm Peren und Reiner Clement entwickelt. Global validiert wurde ASTERIG von:
| Experte            | Land | Institution                                                                                 |
| ------------------ | ---- | ------------------------------------------------------------------------------------------- |
| Carlos Blanco      | USA  | Department of Psychiatry Columbia University, New York State Psychiatric Institute          |
| Alex Blaszczynski  | AUS  | University of Sydney, School of Psychology                                                  |
| Reiner Clement     | D    | Bonn-Rhein-Sieg University                                                                  |
| Jeffrey Derevensky | CAN  | McGill University, International Centre for Youth Gambling Problems and High Risk Behaviors |
| Anna E. Goudriaan  | NL   | University of Amsterdam, Academic Medical Center                                            |
| David C. Hodgins   | CAN  | University of Calgary, Department of Psychology                                             |
| Ruth J. van Holst  | NL   | University of Amsterdam, Academic Medical Center                                            |
| Ángela Ibáñez      | ES   | Alcala University, Department of Psychiatry, Ramon y Cajal Hospital                         |
| Silvia S. Martins  | USA  | Columbia University, Mailman School of Public Health                                        |
| Chantal Moersen    | D    | Charité Berlin                                                                              |
| Sabrina Molinaro   | I    | CNR – Istituto di Fisiologia Clinica Sezione di Epidemiologia Pisa                          |
| Adrian Parke       | UK   | University of Lincoln                                                                       |
| Franz W. Peren     | D    | Bonn-Rhein-Sieg University                                                                  |
| Nancy M. Petry     | USA  | University of Connecticut, Health Center                                                    |
| Heather Wardle     | UK   | National Centre for Social Research                                                         |